# 도요고속철도 1000형 전동차
도요고속철도 1000형 전동차(일본어: 東葉高速鉄道1000形電車)는 1995년부터 2006년까지 운행했던 도요 고속 철도 차량이다. 1996년 도요 고속 철도 도요 고속선이 개통되면서 제도고속도교통영단 (현재 도쿄 메트로)에서 5000계 차량을 10편성 100량을 도요 고속 철도에 양도 후 개조된 차량이다. 2004년에 도요고속철도 2000계 전동차가 도입되면서 순차별로 퇴역했고 2006년 12월 3일 운행을 끝으로 전량 퇴역했다.

## 같이 보기
- 도쿄 지하철 5000계 전동차